# Auturus evides
Auturus evides är en mångfotingart som först beskrevs av Charles Harvey Bollman 1887.  Auturus evides ingår i släktet Auturus och familjen Aphelidesmidae. Inga underarter finns listade i Catalogue of Life.